# Erased
Pour la série télévisée adaptée du manga, voir Erased (série télévisée).
Autre
Erased (僕だけがいない街, Boku dake ga inai machi), littéralement « La ville où moi seul ai disparu », est un seinen manga de Kei Sanbe, prépublié dans le magazine Young Ace de l'éditeur Kadokawa Shoten entre juin 2012 et mars 2016 et compilé en huit volumes reliés entre janvier 2013 et mai 2016. Un spin-off nommé Boku dake ga inai machi Re (僕だけがいない街 Re) est prépublié entre juin 2016 et octobre 2016. et compilé en un unique volume relié en février 2017. La version française de la série est éditée par Ki-oon depuis juillet 2014.
Une adaptation en anime produite par le studio A-1 Pictures est diffusée entre janvier et mars 2016 sur Fuji TV au Japon, dans la case horaire Noitamina, et en simulcast sur Wakanim dans les pays francophones. Un film en prise de vue réelle réalisé par Yūichirō Hirakawa sort en mars 2016. Un light novel nommé Boku dake ga inai machi: Another Record est publié le 30 mars 2016. Enfin, une série télévisée du même titre réalisée par Ten Shimoyama et produite par Netflix sort en décembre 2017 sur la plateforme de streaming.

## Synopsis
Nous sommes en 2006. Satoru Fujinuma est un mangaka qui n'arrive pas à faire décoller sa carrière. Pour arrondir ses fins de mois, il travaille comme livreur de pizza. Réservé, Satoru ne s'ouvre pas au monde qui l'entoure. Pourtant, il a la capacité de revenir quelques minutes en arrière avant qu'un accident ne se produise. Un jour, à la suite d'un événement soudain, Satoru est ramené 18 ans auparavant, quand il était encore à l'école primaire, lui donnant ainsi la possibilité d'arrêter un criminel qui avait enlevé et assassiné trois de ses camarades.

## Personnages
Satoru Fujinuma (藤沼 悟, Fujinuma Satoru)
Voix japonaise : Shinnosuke Mitsushima (29 ans), Tao Tsuchiya (10 ans)
Satoru Fujinuma est le héros de l'histoire. Il jouit de l'inexplicable don de revenir dans le temps lorsque quelqu'un est en danger à proximité. Personne ne sait qu'il en est capable même si sa mère semble avoir des soupçons. Après l'assassinat de cette dernière en 2006, il comprend que tout est lié à trois assassinats d'enfants qui ont eu lieu dans sa ville natale alors qu'il était en primaire. Il est alors projeté à l'époque des faits, ce qu'il compte bien utiliser pour sauver les victimes. 
Airi Katagiri (片桐 愛梨, Katagiri Airi)
Voix japonaise : Chinatsu Akasaki
Airi Katagiri est une lycéenne (en 2006) et collègue de travail de Satoru. Elle est la seule à croire à son innocence lorsqu'il est accusé du meurtre de sa mère.  
Kayo Hinazuki (雛月 加代, Hinadzuki Kayo)
Voix japonaise : Aoi Yūki
Kayo Hinazuki est la première victime du tueur en série dans la ville natale de Satoru. C'est une petite fille d'humeur morose qui est victime de violences familiales. C'est en la rencontrant dans le futur alternatif où les crimes n'ont pas eu lieu que Satoru, alors amnésique, retrouve la mémoire et peut identifier le meurtrier. Dans ce futur alternatif elle est en vie et mariée avec Hiromi, avec qui elle a un enfant. 
Sachiko Fujinuma (藤沼 佐知子, Fujinuma Sachiko)
Voix japonaise : Minami Takayama
Sachiko Fujinuma est la mère célibataire de Satoru. Elle est journaliste. 
Kenya Kobayashi (小林 賢也, Kobayashi Ken'ya)
Voix japonaise : Yō Taichi
Kenya Kobayashi est un ami d'enfance de Satoru qui l'aide lors de son retour dans le temps. Dans le futur où Satoru a réussi à empêcher les meurtres, il devient avocat et traque le tueur en série. 
Hiromi Sugita (杉田 広美, Sugita Hiromi)
Voix japonaise : Akari Kitō
Hiromi Sugita est un autre ami d'enfance de Satoru et la troisième victime du tueur. Dans le futur où il survit, il devient médecin et épouse Kayo. 
Aya Nakanishi (中西 彩, Nakanishi Aya)
Aya Nakanishi est la deuxième victime du tueur en série. Elle n'est pas dans la même école que Satoru et ses amis. 
Jun Shiratori (白鳥 潤, Shiratori Jun)
Voix japonaise : Takahiro Mizushima
Jun Shiratori est le fils du traiteur de la ville. Connaissant aussi bien Satoru que les autres victimes, il a été accusé des crimes du tueur en série. Dans le futur où les crimes n'ont pas eu lieu, il a repris l'entreprise de son père et fondé une famille. 
Gaku Yashiro (八代 学, Yashiro Gaku)
Voix japonaise : Mitsuru Miyamoto
Gaku Yashiro est le tueur en série dont la traque constitue le fil rouge de l'histoire. Son modus operandi consiste à faire accuser des innocents des crimes qu'il commet. Il est très intelligent et retors.

## Liste des volumes
| no | Japonais         | Japonais          | Français         | Français          |
| no | Date de sortie   | ISBN              | Date de sortie   | ISBN              |
| --- | ---------------- | ----------------- | ---------------- | ----------------- |
| 1 | 25 janvier 2013  | 978-4-04-120557-0 | 3 juillet 2014   | 978-2-35592-699-0 |
| Liste des chapitres : - #1 : Flash-back (mai 2006) (走馬灯 2006.05, Sōmatō 2006.05) - #2 : Condamnée à mort (mai 2006) (死刑囚 2006.05, Shikeishū 2006.05) - #3 : Base secrète (mai 2006) (死神 2006.05, Shinigami 2006.05) - #4 : Tentative d'enlèvement (mai 2006) (誘拐未遂 2006.05, Yūkai-mizui 2006.05) - #5 : Le vrai coupable (mai 2006) (真犯人 2006.05, Shinhanin 2006.05) - #6 : Fugitif (février 1988) (逃亡者 1988.02, Tōbōsha 1988.02) |                  |                   |                  |                   |
| 2 | 31 mai 2013      | 978-4-04-120701-7 | 28 août 2014     | 978-2-35592-714-0 |
| Liste des chapitres : - #7 : Le temps perdu (février 1988) (失われた時間 1988.02, Ushinawareta Jikan 1988.02) - #8 : La ville d'où j'ai disparu (février 1988) (私だけがいない街 1988.02, Watashi dake ga Inai Machi 1988.02) - #9 : La même erreur (février 1988) (失敗の始まり 1988.02, Shippai no Hajimari 1988.02) - #10 : Arbre de Noël (février 1988) (クリスマスツリー 1988.02, Kurisumasu Tsurī 1988.02) - #11 : Un air de déjà-vu (février 1988) (くり返す光景 1988.02, Kurikaesu Kōkei 1988.02) - #12 : Fête d'anniversaire (mars 1988) (バースデー・パーティー 1988.03, Bāsudē Pātī 1988.3) |                  |                   |                  |                   |
| 3 | 4 décembre 2013  | 978-4-04-120911-0 | 13 novembre 2014 | 978-2-35592-743-0 |
| Liste des chapitres : - #13 : Voile blanc (mars 1988) (ホワイトアウト 1988.03, Howaitoauto 1988.03) - #14 : Seul contre tous (mai 2006) (四面楚歌 2006.05, Shimensoka 2006.05) - #15 : Je veux te faire confiance (mai 2006) (信じたい 2006.05, Shinjitai 2006.05) - #16 : Une mère (mai 2006) (母親 2006.05, Hahaoya 2006.05) - #17 : Un début d'indice (mai 2006) (僅かな手がかり 2006.05, Wazukana Tegakari 2006.05) - #18 : Le temps des adieux (mai 2006) (別れの時 2006.05, Wakare no Toki 2006.05)                                                                                              |                  |                   |                  |                   |
| 4 | 4 juin 2014      | 978-4-04-101742-5 | 26 février 2015  | 978-2-35592-782-9 |
| Liste des chapitres : - #19 : Dernière chance (février 1988) (ラストチャンス 1988.02, Rasuto Chansu 1988.02) - #20 : Le justicier (février 1988) (正義の味方 1988.02, Seigi no Mikata 1988.02) - #21 : Kidnapping (mars 1988) (隠れ家 1988.03, Kakurega 1988.03) - #22 : Refuge (mars 1988) (カクレガ 1988.03, Kakurega 1988.03) - #23 : Sortir de la boucle infernale (mars 1988) (輪の外へ 1988.03, Wa no Soto e 1988.03) - #24 : Entre mères (mars 1988) (母と母と 1988.03, Haha to Haha to 1988.03)                                                                                                |                  |                   |                  |                   |
| 5 | 29 décembre 2014 | 978-4-04-101743-2 | 25 juin 2015     | 978-2-35592-830-7 |
| Liste des chapitres : - #25 : Ce futur n'existe plus (mars 1988) (「あの頃」はもう無い 1988.03, "Ano Koro" wa Mō Nai 1988.03) - #26 : Accusé à tort (mars 1988) (冤罪事件 1988.03, Enzai Jiken 1988.03) - #27 : Les conditions d'un enlèvement (mars 1988) (誘拐の条件 1988.03, Yūkai no Jōken 1988.03) - #28 : Bon retour parmi nous (mars 1988) (おかえりなさい 1988.03, Okaerinasai 1988.03) - #29 : Il est tout près (mars 1988) (すぐ側にいる 1988.03, Sugusoba ni Iru 1988.03) - #30 : Soupçon confirmé (mars 1988) (確信めいた予感 1988.03, Kakushin-meita Yokan 1988.03)                       |                  |                   |                  |                   |
| 6 | 4 juillet 2015   | 978-4-04-103134-6 | 11 février 2016  | 978-2-35592-918-2 |
| Liste des chapitres : - #31 : Défaite (mars 1988) (敗北 1988.03, Haiboku 1988.03) - #32 : Le fil de l'araignée (octobre 1971 - avril 1987) (蜘蛛の糸 1971.10～1987.04, Kumo no Ito 1971.10–1987.04) - #33 : Réveil (août 2003) (目覚め 2003.08, Mezame 2003.08) - #34 : La porte close (août 2003 - février 2004) (閉ざされた扉 2003.08～2004.02, Tozasareta Tobira 2003.08–2004.02) - #35 : La clé (avril 2004) (鍵 2004.04, Kagi 2004.04) |                  |                   |                  |                   |
| 7 | 26 décembre 2015 | 978-4-04-103675-4 | 7 juillet 2016   | 978-2-35592-9-762 |
| Liste des chapitres : - #36 : Point de départ (mai 2005) (始まりの地点 2005.05, Hajimari no Chiten 2005.05) - #37 : Le bruit de pas (juillet 2005) (足音 2005.07, Ashioto 2005.07) - #38 : Courage (août 2005) (勇気 2005.08, Yūki 2005.08) - #39 : Airi (août 2005) (愛梨 2005.08, Airi 2005.08) - #40 : Un avenir tant attendu (août 2005) (待ち焦がれた未来 2005.08, Machikogareta Mirai 2005.08) |                  |                   |                  |                   |
| 8 | 2 mai 2016       | 978-4-04-103915-1 | 26 janvier 2017  | 979-10-327-0057-0 |
| Liste des chapitres : - #41 : Merci pour ta patience (août 2005) (待たせたね 2005.08, Mataseta ne 2005.08) - #42 : Cible (août 2005) (目標 2005.08, Mokuhyō 2005.08) - #43 : Confession (août 2005) (告白 2005.08, Kokuhaku 2005.08) - #44 : Erased (janvier 2012) (僕だけがいない街 2012.01, Boku dake ga Inai Machi 2012.01) |                  |                   |                  |                   |
| 9 | 4 février 2017   | 978-4-04-104879-5 | 24 août 2017     | 979-10-327-0179-9 |
| Le neuvième tome regroupe les chapitres du spin-off : Erased Re (僕だけがいない街 Re, Boku dake ga inai machi Re) publiés entre juin et octobre 2016.Liste des chapitres : - #45 : Kayo Hinazuki (雛月 加代, Hinazuki Kayo)) - #46 : Kenya Kobayashi (1) (小林 賢也 (1), Kobayashi Ken'ya (1)) - #47 : Kenya Kobayashi (2) (小林 賢也 (2), Kobayashi Ken'ya (2)) - #48 : Sachiko Fujinuma (藤沼 佐知子, Fujinuma Sachiko) - #49 : Airi Katagiri (片桐 愛梨, Katagiri Airi) |                  |                   |                  |                   |

## Adaptations

### Série télévisée d'animation
Une adaptation en anime produite par le studio A-1 Pictures est diffusée entre janvier et mars 2016 sur Fuji TV au Japon, dans la case horaire Noitamina, et en simulcast sur Wakanim dans les pays francophones.

#### Liste des épisodes
| No | Titre en français   | Titre original  | Date de 1re diffusion |
| -- | ------------------- | --------------- | --------------------- |
| 1  | Théâtre d'ombres    | 走馬灯 Sōmatō   | 7 janvier 2016        |
| 2  | La paume de sa main | 掌 Tenohira     | 14 janvier 2016       |
| 3  | Ecchymoses          | 痣 Aza          | 21 janvier 2016       |
| 4  | Accomplissement     | 達成 Tassei     | 28 janvier 2016       |
| 5  | Fuite               | 逃走 Tōsō       | 4 février 2016        |
| 6  | Le dieu de la mort  | 死神 Shinigami  | 11 février 2016       |
| 7  | Précipitation       | 暴走 Bōsō       | 18 février 2016       |
| 8  | Spirale             | 螺旋 Rasen      | 25 février 2016       |
| 9  | Dernier acte        | 終幕 Shūmaku    | 3 mars 2016           |
| 10 | Allégresse          | 歓喜 Kanki      | 10 mars 2016          |
| 11 | Avenir              | 未来 Mirai      | 17 mars 2016          |
| 12 | Trésor              | 宝物 Takaramono | 24 mars 2016          |

### Film
Erased (en), film en prise de vue réelle, avec Tatsuya Fujiwara dans le rôle de Satoru Fujinuma, sort au Japon le 19 mars 2016. La chanson thème est Hear ~Shinjiaeta Akashi~ (Hear 〜信じあえた証〜) de Chise Kanna,.

### Série télévisée
Une série télévisée réalisée par Ten Shimoyama et produite par Netflix sort en décembre 2017 sur la plateforme de streaming.

## Réception
La série est 16e du classement Kono Manga ga sugoi! 2014 des 20 meilleurs mangas pour lecteurs masculins. La même année, elle est également nommée pour le 18e Prix culturel Osamu Tezuka.
Le manga est nommé en 2014, 2015 et 2016 pour le prix Manga Taishō. La première année, il se classe deuxième derrière Bride Stories, puis 4e les deux années suivantes.

### Édition japonaise
Édition par Kadokawa
1. 1 2  (ja) « Tome 1 »
2. 1 2  (ja) « Tome 2 »
3. 1 2  (ja) « Tome 3 »
4. 1 2  (ja) « Tome 4 »
5. 1 2  (ja) « Tome 5 »
6. 1 2  (ja) « Tome 6 »
7. 1 2  (ja) « Tome 7 »
8. 1 2  (ja) « Tome 8 »
9. 1 2  (ja) « Tome 9 »

### Édition française
Édition par Ki-oon
1. 1 2  (fr) « Tome 1 »
2. 1 2  (fr) « Tome 2 »
3. 1 2  (fr) « Tome 3 »
4. 1 2  (fr) « Tome 4 »
5. 1 2  (fr) « Tome 5 »
6. 1 2  (fr) « Tome 6 »
7. 1 2  (fr) « Tome 7 »
8. 1 2  (fr) « Tome 8 »
9. 1 2  (fr) « Tome 9 »